# Ferry Aman Saragih
Ferry Aman Saragih (sinh 12 tháng 6 năm 1987) là một cầu thủ bóng đá người Indonesia.

## Sự nghiệp câu lạc bộ
Vào tháng 1 năm 2015, anh chuyển đến Arema Cronus F.C.. từ Pusamania Borneo F.C.